# La Laguna (Filipinas)
La Laguna (tagalo: Laguna; inglés: Laguna) es una provincia filipina situada en la isla de Luzón, sobre la costa meridional de la bahía de Anilló en la región de Calabarzón. Su cabecera es Santa Cruz y se ubica al sureste de la Gran Manila, sur de la provincia de Rizal, eeste de Quezon, al norte de Batangas y al este de Cavite. Según el censo oficial del 2015, cuenta con una población de 3,035,081 habitantes. También es la séptima provincia más rica del país. 
Es reconocida por ser el lugar de nacimiento de José Rizal, el héroe nacional de Filipinas.

## Historia
Hasta mediados del siglo XIX, la cabecera de la provincia fue Pagsanjan.

## División administrativa
Estos son los municipios de la provincia, con capital en la ciudad de Santa Cruz.
| Nombre      | Población (censo de 2020) | Número de barangayes |
| ----------- | ------------------------- | -------------------- |
| Alaminos    | 51 619                    | 15                   |
| Baý         | 67 182                    | 15                   |
| Biñán       | 407 437                   | 24                   |
| Cabúyao     | 355 330                   | 18                   |
| Calambá     | 539 671                   | 54                   |
| Calauan     | 87 693                    | 17                   |
| Cavinti     | 23 980                    | 19                   |
| Famy        | 16 791                    | 20                   |
| Kalayaan    | 24 755                    | 3                    |
| Liliw       | 39 491                    | 33                   |
| Los Baños   | 115 353                   | 14                   |
| Luisiana    | 20 859                    | 23                   |
| Lumbán      | 32 330                    | 16                   |
| Mabitac     | 21 275                    | 15                   |
| Magdalena   | 27 816                    | 24                   |
| Majayjay    | 27 893                    | 40                   |
| Nagcarlán   | 64 866                    | 52                   |
| Paete       | 24 945                    | 9                    |
| Pagsanján   | 44 327                    | 16                   |
| Pakil       | 23 495                    | 13                   |
| Pangil      | 25 026                    | 8                    |
| Pila        | 54 613                    | 17                   |
| Rizal       | 18 332                    | 11                   |
| San Pablo   | 285 348                   | 80                   |
| San Pedro   | 326 001                   | 27                   |
| Santa Cruz  | 123 574                   | 26                   |
| Santa María | 34 511                    | 25                   |
| Santa Rosa  | 414 812                   | 18                   |
| Siniloan    | 39 460                    | 20                   |
| Victoria    | 43 408                    | 9                    |